# Vadim Milov
Vadim Milov (Distrito federal del Ural, 1 de agosto de 1972) es un ajedrecista suizo de origen ruso, número uno de su país en 2019, que ostenta el título de Gran Maestro Internacional.
Después de la disolución de la Unión Soviética emigró a Israel, para posteriormente establecerse en Suiza en 1996.
Recibió el título de Gran Maestro a los 22 años en 1994 y alcanzó su máximo Elo en julio de 2008, con 2705 puntos (22 en el ranking mundial). En 2019 estaba clasificado en el puesto 250 del ranking FIDE de jugadores en activo con un Elo de 2598.
Es el campeón del Abierto Australiano de Ajedrez en 1999, en Sunshine Coast.